# Staatsbosbeheer
Staatsbosbeheer (SBB) is de grootste bos- en natuurbeheerder in Nederland. Het hoofdkantoor is sinds 2016 in Amersfoort. In 2020 werkten bij SBB ruim 1.250 betaalde medewerkers en werd gebruikgemaakt van de diensten van meer dan 8.000 vrijwilligers. Als zelfstandige overheidsorganisatie is Staatsbosbeheer met ruim 220 duizend hectare veruit de grootste grootgrondbezitter van Nederland. Staatsbosbeheer heeft 128 van de 162 Nederlandse Natura 2000-gebieden geheel of gedeeltelijk onder haar hoede.
Naast bosbeheer zijn natuurbeheer en landschapsbehoud in het landelijk gebied belangrijke taken. Veel aandacht krijgen de recreatieve functies van bos, natuur en landschap. In dat kader zijn er in de beheerde gebieden die zich daartoe lenen, wandel-, fiets- en kanoroutes, bezoekerscentra, natuurkampeerterreinen, zwemgelegenheden, surfstranden en watersportsteigers.

## Geschiedenis
Staatsbosbeheer werd op 21 juli 1899 opgericht om op woeste gronden bossen te ontwikkelen voor productiedoeleinden (bosbouw) en om zandverstuivingen tegen te gaan. Het Kootwijkerzand was dan ook een van de eerste gebieden die Staatsbosbeheer in beheer kreeg.

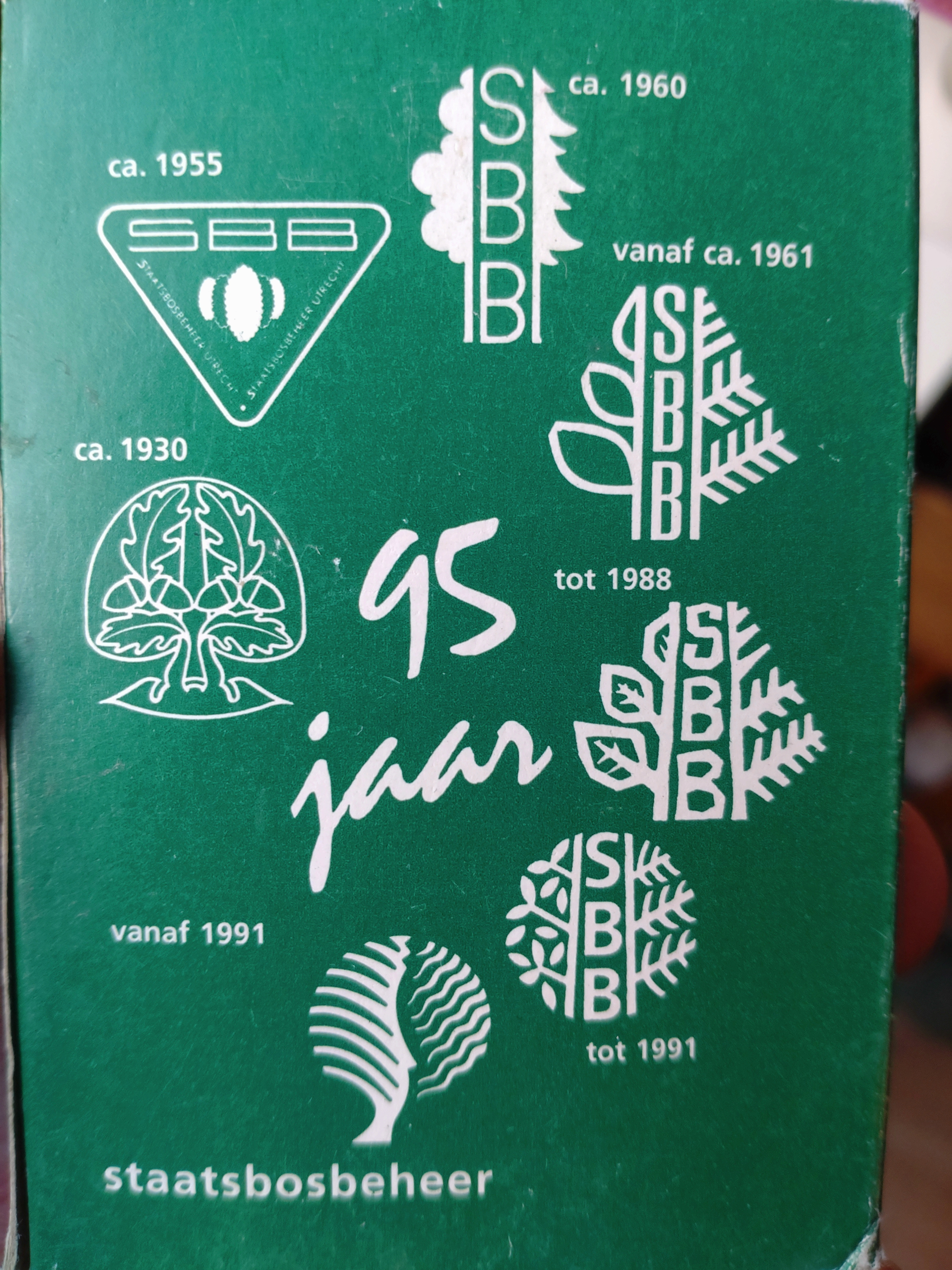
Logo's Staatsbosbeheer door de jaren heen

De organisatie werd bij wet van 11 september 1997 door de Rijksoverheid verzelfstandigd. Het is nu een rechtspersoon met wettelijke taak (RWT). Voor de verzelfstandiging viel Staatsbosbeheer rechtstreeks onder het ministerie van Landbouw, Natuur en Voedselkwaliteit. Na de verzelfstandiging is de organisatie binnen de kaders van de 'Wet verzelfstandiging Staatsbosbeheer' verantwoordelijk voor de eigen bedrijfsvoering. Onder de noemer Buitenleven Vakanties verhuurt Staatsbosbeheer samen met LandschappenNL en Natuurmonumenten voormalige boswachterswoningen, werkschuren en boerderijen als vakantiewoning.
Het hoofdkantoor was tot 1990 gevestigd in Utrecht, daarna in Driebergen en sinds 2016 in Amersfoort.
Als reactie op overheidsbezuinigingen startte Staatsbosbeheer in 2013 met de verkoop van enkele terreinen. Niet lang daarna besloot staatssecretaris Dijksma van Landbouw dat dit niet de bedoeling was. Vanaf 2019 werkte SBB, in het kader van een efficiënt beheer, mee aan ruilingen en aan- en verkoop van gronden in meerdere provincies.

## Doelstellingen
De doelstellingen van Staatsbosbeheer zijn:
- Beheer ofwel in stand houden, herstellen en ontwikkelen van bossen, natuurgebieden en het landschap in de gebieden van Staatsbosbeheer.
- Bevorderen van recreatie in zo veel mogelijk van haar gebieden.
- Leveren van een bijdrage aan de productie van milieuvriendelijke en vernieuwbare grondstoffen, zoals hout.[7]

Staatsbosbeheer werkt bij veel van haar activiteiten samen met andere organisaties en commerciële partijen. In 2019 werd Shell binnengehaald als sponsor. De energiemaatschappij zal bijdragen aan de kosten van heraanplant die nodig is na het rooien van productiebossen met essen in verband met de essentaksterfte.